# تله تخم

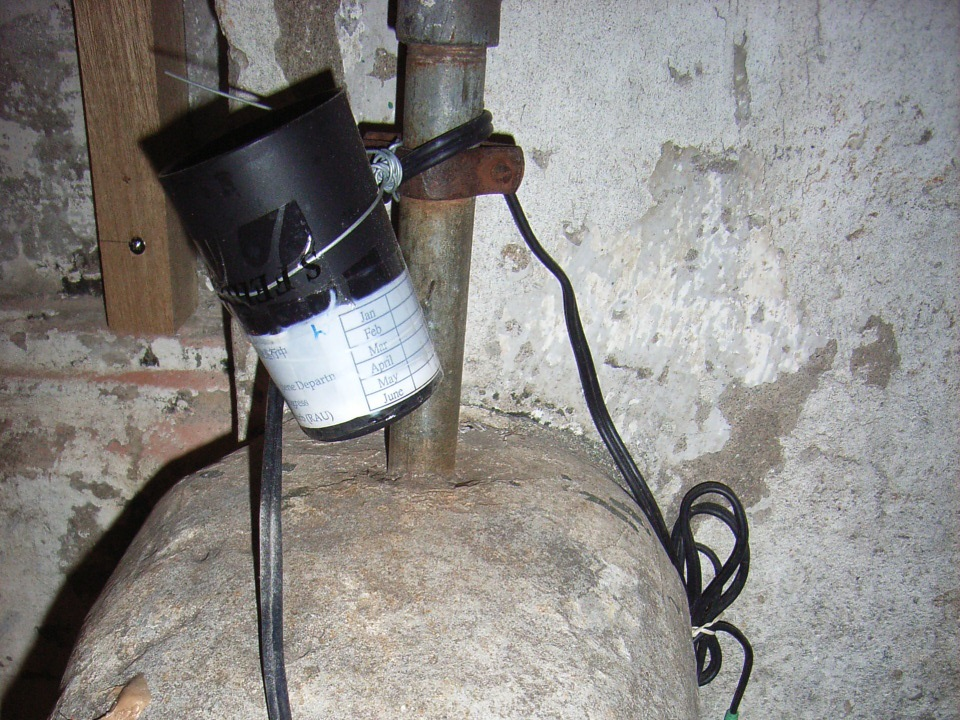
نمونه یک تلهٔ تخم

تلهٔ تخم (انگلیسی: Ovitrap)، وسیله‌ای است که شامل یک ظرف تیره دارای آب و بستری است که پشه‌ها می‌توانند در آن تخم بگذارند. سپس تخم‌ها از طریق توری به داخل آب می‌افتند، جایی که لاروها از تخم بیرون می‌آیند و به شفیره تبدیل می‌شوند. وقتی پشه‌های بالغ بیرون می‌آیند، در زیر توری به دام می‌افتند و نمی‌توانند از تله‌تخم بگریزند. تله‌تخم از محل پرورش ترجیحی محفظه‌های پرورش پشه، از جمله پشه ببری و پشه تب زرد تقلید می‌کنند.
تله تخم نخستین بار در سال ۱۹۶۶ توصیف شد و در ابتدا برای نظارت بر جمعیت آئدس طراحی شد. پژوهشگران دریافتند که اگر مکان‌های تولیدمثل مصنوعی فراهم کنند، می‌توانند به راحتی تخم‌های موجود در ظرف را جمع‌آوری و مطالعه کنند. از زمان اختراع تلهٔ تخم اولیه، تلهٔ تخم کشنده (Lethal ovitrap) ساخته شده‌اند که لاروها یا پشه‌های بالغ وارد شده را از بین می‌برند.
تلهٔ تخم مورد استفاده برای نظارت می‌تواند جمعیت پشه آئدس را شناسایی کند، بنابراین به‌عنوان یک علامت هشدار اولیه برای جلوگیری از شیوع بیماری عمل می‌کند. داده‌های پرورش‌تخم تلهٔ تخم را می‌توان جمع‌آوری نمود و تجزیه و تحلیل کرد و به‌صورت هفتگی این کار را انجام داد تا کانون تخم‌ریزی پشه‌ها و مناطق پرخطر در تولید پشه را شناسایی کند که خطر آلودگی بالای آئدس وجود دارد. این تحلیل برای برنامه‌ریزی عملیات نظارت و کنترل استفاده می‌شود. استفاده گسترده از تلهٔ تخم در یک جامعه می‌تواند در کنترل جمعیت آئدس استفاده شود و به‌طور مؤثر جمعیت آئدس را در آن منطقه کاهش دهد. از دهه ۱۹۷۰ در کشورهایی مانند سنگاپور، ایالات متحده و هنگ کنگ استفاده شده است.